# Blodlönn
Blodlönn (Acer platanoides 'Schwedleri') är en sort av lönn (Acer platanoides) vars blad är mycket rödare än normalt. Vid lövsprickningen är bladen blodröda, därav blodlönnens namn, och senare under säsongen är de mörkt rödgröna till olivgröna och har glänsande översida. Bladskaft och bladnerver är också röda, särskilt vårtid. Sorten skapades 1864 i Oberschlesien av Carl Heinrich Schwedler.